# Castello del Malconsiglio
Das Castello del Malconsiglio ist eine Höhenburg in der Gemeinde Miglionico in der italienischen Region Basilikata, Provinz Matera. Sie wurde im 8.–9. Jahrhundert auf einem Hügel der Gemeinde in einer strategisch günstigen Lage erbaut und wurde dafür bekannt, dass dort 1485 die Verschwörung der Barone stattfand. Nach ihrem Bau wurde die Burg zweimal erweitert, einmal 1110 und dann 1400. Die Anlage hat die Form eines Parallelogramms und ist von sieben Türmen flankiert, die älteren davon mit quadratischem Grundriss, zwei Doppeltürme und weitere Rundtürme, die an den Ecken der Anlage stehen.
Der heutige Eingang liegt auf der Nordostseite, wogegen der ursprüngliche auf der Südseite 1857 bei einem Erdbeben zerstört wurde. Im Inneren, im Obergeschoss gibt es das „Androeceum“ (dt.: Männerraum) und das „Gynaikonitis“ (dt.: Frauenraum), den „Salone del Malconciglio“, in dem sich die Verschwörung abspielte, und den „Sala della Stella“ (dt.: Sternsaal) oder „Sala degli Spiriti“ (dt.: Saal der Geister), den schönsten und geheimsten Teil der Burg mit einer Sternendecke und mit Schatullen, in denen die Schätze und wertvollsten Dokumente aufbewahrt wurden.
Die Burg gehörte über die Zeit dem Grafen Alessandro di Andria, der Familie Sanseverino aus Bisignano, Ettore Fieramosca, der Familie Pignatelli, den Caracciolos und der Familie Revertera, Fürsten von Salandra.

## 8.–14. Jahrhundert

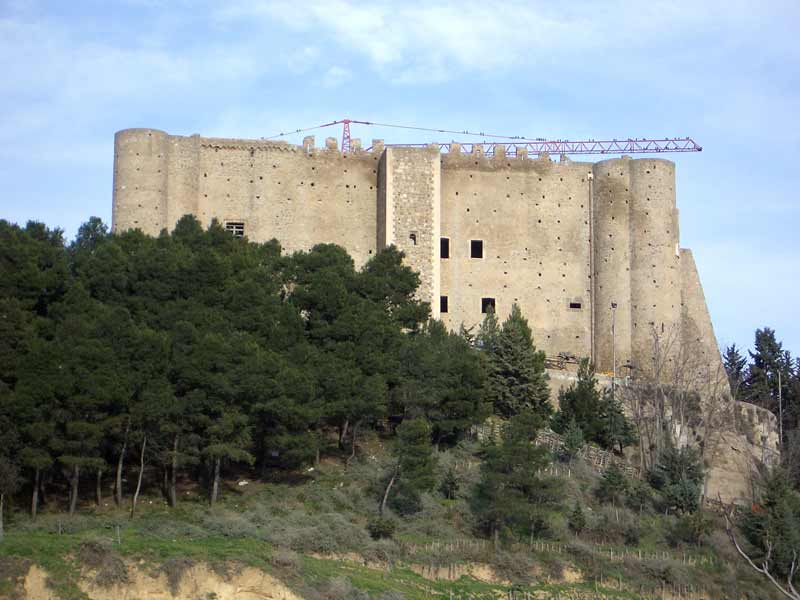

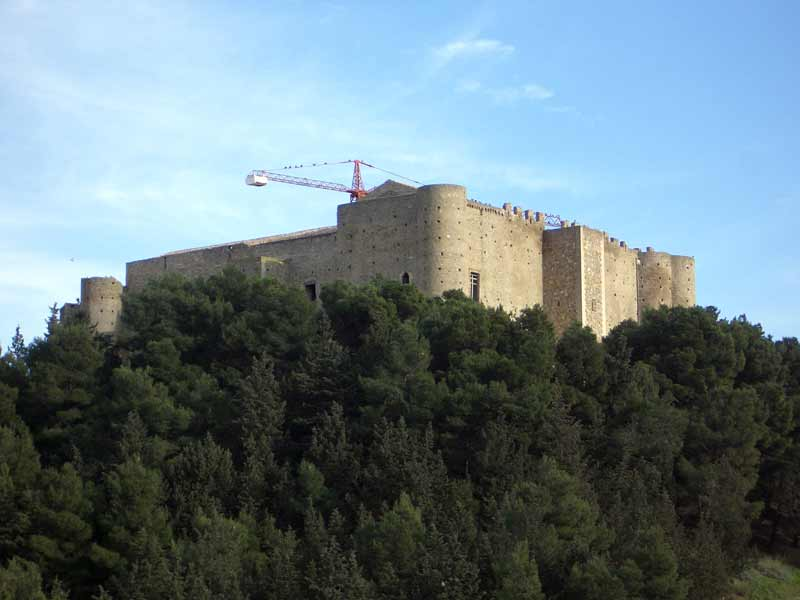

In der ersten Bauphase entstand eine parallelogrammförmige Anlage mit nur einem oberirdischen Stockwerk. Diese Überlegung ergeben sich, zusätzlich zur Überprüfung und Kenntnisnahme dessen, was Ricciardi über das Alter des Erdgeschosses im Vergleich zum Obergeschoss in Bezug auf dessen Existenz sagt, wobei die Zinnen an den Begrenzungswänden heute noch klar erkennbar sind, aus den typologischen und räumlichen Unterschieden der Säle, die sich vor allen Dingen im Flügel des „Sala del Malconsiglio“ bemerkbar machen: Das Erdgeschoss besteht aus einer Folge von Räumen, die mit Kreuzgewölbedecken und eleganten, schlanken Spitzbögen versehen sind, wogegen das Obergeschoss durch imposante Rundbögen charakterisiert ist, die die Entwicklung der Tonnengewölbe markieren. Der Südwestbereich hat eine streng rechteckige Auslegung, bei der der rechte Flügel weiter als der linke ist, aber beide sind räumlich perfekt modular verteilt und der verbindende Querflügel, hat, gerade, weil er keine solche geometrische Regelmäßigkeit zeigt, einige Verwirrung über den gleichzeitigen Bau zusammen mit den beiden anderen Flügeln verursacht. Diese Verwirrung zeigt sich auch und vor allem in der mangelnden Ausrichtung der rechten Ecke der inneren Fassade, die sich im Obergeschoss in Zusammenhang mit dem Zugang zum „Sala della Stella“ findet. Diese Anomalie führt dazu, dass man denkt, der Bau dieser Seite sei nach der Errichtung der anderen beiden durchgeführt worden, und, dass die Umfassungsmauer nur dem Wehrgang diente. Eine logischere Alternative zu dieser Hypothese wäre, dass die nach dem Erdbeben geschaffene Ecke zur effektiveren Verteilung der Zugänge zu den einzelnen Räumen geschaffen wurde. Auf der anderen Seite ist die Galerie, durch die man in dem „Sala della Stella“ gelangt, klar eine moderne Ergänzung. Eine letzte Betrachtungsweise, die diese These unterstützt und in einer weiteren Beschreibung von ‚‘Ricciardi‘‘ besteht, der, nachdem er berichtet hatte, dass „man, um im Übrigen in das Obergeschoss zu gelangen, nachdem eine lange Reihe von Sälen und Zimmern auf beiden Seiten der Burg durchschritten hat, auf der Nordseite ankommt, an deren Nordwestecke man einen Saal sieht, „Sala della Stella“ genannt wird (...)“, klärt, dass „man von diesen Orten hier spricht, wie sie vor dem 16. Dezember 1857 waren. Alles hat sich jetzt aufgrund des damals aufgetretenen Erdbebens geändert.“ Dieser Bereich besteht aus dem bewohnten Kern der Burg. Der Baukörper im Nordosten, der aus dem ursprünglichen Eingangstor und dem sogenannten Bergfried besteht, von dem wir in der Folge sprechen wollen, erstreckt sich in Dreiecksform und ist, da er eine Art Vormauer enthält, für die Waffenschmiede reserviert. Die Umfassungsmauern dieser Anlage sind mit Türmen übersät, runde an den Ecken und solche mit rechteckigem Grundriss dazwischen. Eine ähnliche Anlage beschwört Analogien zu den Militärbauten Kaiser Friedrichs II. herauf: In der reichhaltigen Literatur gibt es jedoch keinen Hinweis darauf, dass Friedrich II. irgendwelche Befestigungswerke in der Burg von Miglionico hätte bauen lassen; vermutlich wurden sie nach dieser Zeit erstellt und wir können ihren Ursprung auf die Mitte des 14. Jahrhunderts zurückverfolgen. Andererseits würde eine sorgfältige Betrachtung der architektonischen Merkmale diese These stützen: Türen und Fenster mit Spitzbögen im gotischen Stil sind im Erdgeschoss häufig. Es ist daher wahrscheinlicher, dass die Baumeister die staufischen Anlagen als Vorlage nahmen und nur die Orographie des Landes eine Anlage entsprechend der des Castello di Lagopesole verhinderte. Neue und dringende Verteidigungsbedürfnisse werden die Erbauer veranlasst haben, die Türme in konkreterer Weise aus der Umfassungsmauer hervorstehen zu lassen. Die hypothetische Rekonstruktion dieser ersten Bauphase hebt drei grundlegende Elemente hervor:
1.) Die südöstlichen Außenmauern des Gebäudes weisen keinerlei Artefakte auf, die aus einer späteren Erweiterung stammen:

a.) Der Baukörper zwischen den beiden großen Barbakanen lässt sich den Phasen des 16. Und 17. Jahrhunderts zuordnen;

b.) Der Bau, der sich neben dem heutigen Eingangstor erhebt, ist eine Konstruktion, die dem ausgehenden 19. und dem beginnenden 20. Jahrhundert zuzuordnen ist;

c.) Bei der sogenannten Kapelle, die die geschichtlichen Quellen und die formale Charakteristiken auf das 14. Jahrhundert datieren lassen, führen offensichtliche, logistische Gründe (Sie befindet sich außerhalb des Mauerrings) dazu, dass man diese Annahme nicht akzeptieren kann. Die zahlreichen Umbauten und Nutzungsänderungen, denen diese Räumlichkeiten unterzogen wurden (zuerst Ölmühle, dann Zimmermannswerkstatt), hindern uns derzeit daran, das Problem zu klären;
2.) Entlang den südöstlichen Außenmauern des Gebäudes, die – wie oben erwähnt – frei von den genannten Artefakten sind, erheben sich drei weitere Türme, ähnlich wie auf der gegenüberliegenden Seite: zwei mit rechteckigem Grundriss in der Mitte und ein Rundturm am Schnittpunkt des rechteckigen Baukörpers mit dem dreieckigen. Die Ostseite des dreieckigen Baukörpers besteht daher ausschließlich aus dem rechteckigen, mittleren Turm der Umfassungsmauer, an den sich auf der Innenseite die Treppe anlehnt, über die man zum Wehrgang auf der genannten Umfassungsmauer gelangt und zu denen am gesamten Umfang der Burg: Diese Umfassungsmauer ist, wie bereits erwähnt, durch Zinnen charakterisiert, die man noch im Mauerwerk erkennt. An deren Innenfassade auf der Nordseite über der Decke der Räume, die nach dem Erdbeben wiederhergestellt wurden, sieht man Löcher zur Aufnahme der Holzbalken, die den Wehrgang unterstützten. Oben im dreieckigen Bereich und höchstwahrscheinlich an der Stelle, an der heute das nicht originale, nach dem Erdbeben 1829 erbaute Eingangstor liegt, und mit offensichtlichen Restaurierungsspuren, vermutlich von einer Restaurierung nach dem Erdbeben, kann man die Existenz des Bergfrieds annehmen. Ein Zeugnis in diesem Sinne kommt von Nicola da Ruggeri, der 1940 die Burg beschrieb und sie als ausgestattet mit „sieben Türmen, drei quadratischen, drei an den Ecken aus zwei Türmen gebildet und einen eingestürzten rechts von Eingang (...)“ bezeichnete. Wenn man bedenkt, dass auch Ricciardi von sieben Türmen spricht, und, dass die, die in die Erweiterungen aus dem 16. und 17. Jahrhundert integrierten auf der Südostseite nicht mehr existieren, könnte man in guter Näherung sagen, dass das heutige Eingangstor durch die Existenz dieses Turms charakterisiert ist, der höher als die anderen ist und von dem aus man nicht nur das umgebende Gelände, sondern auch das gesamte Dorf überblicken kann. Die so eingerichtete Anlage von Miglionico würde den Kanonen befestigter Gebäude mit der ständigen Existenz des Bergfrieds entsprechen. Darüber hinaus dient dieser Turm auch als Verteidigungselement des alten Eingangstores.
3.) Das alte Eingangstor, das in der Folge der Restaurierungen und Umbauten der Räume nach dem Erdbeben verschwunden ist, lag auf der Nordseite des dreieckigen Baukörpers. Ricciardi berichtet über seine Existenz noch 1867, auch wenn es sich da bereits in einer Phase des grundlegenden Umbaus befunden hat, und versorgt uns mit einer Beschreibung desselben, die es uns erlaubt, in guter Näherung den ursprünglichen Zustand nachzuempfinden: „Ihr Eingang, dem im Übrigen eine lange und breite Promenade vorgelagert ist, ist heute nach Nordosten ausgerichtet: Aber ihr altes Eingangstor lag neben dem heutigen, war also nach Süden ausgerichtet. Von diesem Eingangstor, das schon auf eine Masse aus Bauschutt geworfen wurde, die sich nach vorne wie eine Schwelle erstreckt, über der es eine Tür geben sollte, sind die Säulen und der Türsturz aus behauenem Stein noch in gutem Zustand. Neben dem beschriebenen Türsturz gibt es wie zwei Tiger, die noch aus lebendem Stein bestehen, und oben sieht man das baronale Wappen der Bisagnis, gebildet aus einem geneigten Schild mit einem Kreuzband, über dem sich ein Wappen mit gesenktem Morion befindet, aus dem zwei große Rinderhörner hervortreten (...) Auf dem genannten Türsturz sah man darüber hinaus vor nicht allzu vielen Jahren die alten Zinnen mit den hervortretenden Steinen und eine schmale Loggia zum Herumlaufen zur Verteidigung des Tores. Seither sind Zinnen und Steine verschwunden und heute erzählte man mir, dass man das gesamte Eingangstor zerstören wolle, um einen Neubau einzufügen, was der Eigentümer tun wird. Durch dieses alte Eingangstor betrat man den Innenhof, in der Mitte sieht man die alte Zisterne und die lange Treppe (...)“ De Ruggieri, der übernimmt, was Ricciardi berichtete, lokalisiert den alten Eingang links vom heutigen: „Der Eingang zur Burg liegt auf der Nordostseite, aber das alte Eingangstor (zu dem man nur über eine Zugbrücke gelangte!?) auf der linken Seite des heutigen auf der Südseite. Es wurde im Tausch gegen die oben erwähnte, wenig kunstvolle Konstruktion zugemauert. Dieses alte Eingangstor in Verbindung mit dem Innenhof zeigt das Wappen der Bisignanos auf dem oberen Bogen.“ „Anschließend an das alte Tor sieht man (im Inneren) noch den Rest von nur einem der Tiger, die es flankierten.“ Wie man sich gut vorstellen kann, ist die Tür, auf die De Ruggieri sich bezieht, ist der zugemauerte Bogen auf der linken Seite des Eingangstores. Wenn man dessen geringe Dimensionen und den begrenzten Platz an diesem Ort bedenkt, an dem sich auch der Bergfried und die lange Treppe befanden, die fast den gesamten Platz auf dieser Seite der Mauer beanspruchten, so ist es schwierig, das Tor zu finden. Sicherlich wird das, was De Ruggieri zu dieser Überlegung geführt hat, die oben erwähnte Orientierung gewesen sein: „Ihr Eingang (...) zeigt heute nach Nordosten, aber ihr alter Eingang (...) nach Süden.“ Vermutlich betrachtete der damalige Geschichtswissenschaftler bei der Beschreibung das alte Tor von außen (und konnte auch nichts Anderes tun, da man dasselbe bei Privathäusern findet und er die Verzierungen, die offensichtlich an der Außen- und nicht an der Innenseite angebracht waren, so detailliert beschreibt), während der heutige es von der Seite des Innenhofes betrachtete. Die skulpturalen Zierelemente, die oben beschrieben werden, findet man noch heute im Innenhof im Mauerwerk der Treppe. Dagegen kann man heute kein Element mehr sehen, das mit Sicherheit die Position dieses Tores anzeigen kann. In der beigefügten Rekonstruktion wurde dieses neben dem heutigen Eingang platziert, wo man in dem Mauerteil, der sich am unteren Rand der rechten Seite des Eingangstores befindet, die „Masse aus Bauschutt, die sich nach vorne wie eine Schwelle erstreckt“ erkennt. Auf der anderen Seite fällt an der Außenseite der Umfassungsmauer eine Unregelmäßigkeit auf, die an eine frühere Öffnung denken lässt, die später zugemauert wurde. Dagegen könnte die Mauerecke, die sich aus diesen Felsbrocken erhebt und deutlich auf die Höhe zugeschnitten ist, in der sie mit quadratischen Steinen gebaut wurde, eine Flanke des alten Tores darstellen. Eine letzte Betrachtungsweise, um die These vom Standort des alten Tores zu unterstützen, betrifft die Zugangsstraße: Die einzige Straße, die auf der Ostseite verläuft, ist die, die zur Porta Pomarico führt (die, die heute vom öffentlichen Brunnen – Pila – aus am Palazzo Comunale vorbeiführt): Aber diese führte in die Nähe der Burg, an den Ort, den De Ruggeri als Standort des alten Tores annimmt, über einen ziemlich steilen Weg. Bezieht man sich dagegen auf die Position des Tores, wie oben angegeben, reichte die derzeitige Straße vor den Mauern, die entlang der Stadt vom öffentlichen Brunnen in der Nähe der Kreuzung nach Grottole verläuft, bis direkt unter die Burg und vor das Tor, das man nach drei Anstiegen mit Haarnadelkurven erreichte. In anderen Worten, der Eingang lag somit auf einer höheren Ebene als die Umfassungsmauern und war nur über die beiden Böschungen zugänglich: Wer versuchte, dort hinein zu gelangen, war dem Feuer der Wachposten unter sehr unangenehmen und schlechten Bedingungen ausgesetzt. Eine vergleichbare Anordnung findet man beim Castello di Lagopesole. Spätere Umbauten an der Straße und am Vorplatz der Burg haben allerdings jede Spur dieser Anordnung beseitigt.

## Vom 16. Jahrhundert bis zur Verschwörung der Barone
Für die Rekonstruktion der zweiten Phase wurde die geschichtliche Periode der Verschwörung der Barone als zeitliche Referenz genommen. Die Entwicklung der militärischen Taktik, ob offensiv oder defensiv, sorgte dafür, dass die Burgen, die einmal nur aus militärischen Gründen erbaut worden waren, mit der Zeit reine Wohnfunktion erhielten und zum Ausdruck der Großartigkeit des Burgherrn wurden. Das Castello del Malconsiglio begann, das großartige Aussehen anzunehmen, das es heute noch hat. Das Obergeschoss waren Zinnen, die im neuen Mauerwerk verschwanden. Die Türme erhoben sich und vielleicht nahmen die hinteren Ecken schon ihr heutiges Aussehen an. Durch die Einfügung des für die vertikalen Verbindungen vorgesehenen Bereiches wurde das Volumen des Gebäudes verdoppelt. Die Außentreppe wurde zur Zugangstreppe zum Wohnsitz des Burgherrn, während neue Verbindungen gebaut wurden, um die oberen Verteidigungsposten zu erreichen (Treppe in der Nähe der Umfassungsmauer im Innenhof vom Sala di Malconsiglio aus). Der dreieckige Baukörper behielt sein bisheriges Aussehen.

## Von der Verschwörung der Barone bis zur Abschaffung der Feudalherrschaft
Der Übergang des Lehens von Miglionico von den Sanseverinos an die Reverteras, Herzöge von Salandra, besiegelte den definitiven Umbau der Burg von einer Festung zu einer Adelsresidenz. Unter Beibehaltung der ursprünglichen Anlage veränderte der Vorrang des Wohncharakters die innere Aufteilung. An der östlichen Außenfassade entstand neben dem mittleren, rechteckigen Turm der Raum, der von geschichtlichen Quellen als „Kapelle“ bezeichnet wird. In der Folge wurde etwas südlicher an derselben Fassade der große, mit Bastion versehene Baukörper angebaut. Schließlich vervollständigten die beiden Spannen mit Kreuzgewölben den fünften Teil der Burg. Innen wurde auf der rechten Seite des Innenhofes um die Mitte des 17. Jahrhunderts die zweite Treppe mit Galerie gebaut, die einen eigenen Zugang auf der Südwestseite ermöglicht. In der Folge erhoben sich vielleicht aus rein ästhetischen Gründen auf dieser Galerie durch Vergrößerung der Unterstützungsbögen fünf elegante Rundbögen und das Zugangsportal am Ende der Rampe. Noch später wurde auf der gegenüberliegenden Seite des Innenhofes auf der gesamten Länge des Flügels eine Loggia mit Blick von den Wohnräumen auf den Innenhof angebaut. Sie hat auch Rundbögen, aber mit viel massiveren Säulen und ohne Zierelemente; beim Erdbeben von 1980 brach sie teilweise zusammen und ist heute in Restaurierung. Diese Umbauten führten zu einigen Veränderungen an der vorherigen Fassade: Die Zugänge zu vielen Räumen wurden neu gebaut; die alten, schmalen Fenster wurden verbreitert; die Zugangstore zum Erdgeschoss, insbesondere das zum Salon im Nordwestflügel, wurden durch Bauteile der Galerien verborgen. Die ursprüngliche Anlage blieb in ihrem Grundriss aber unverändert.

## Von der Beschlagnahme zum „Centro di documentazione e ricerca per la storia del Medioevo“
Die letzte Entwicklungsphase der Burg umfasst die Umwandlung der Anlage in eine Wohnburg, die Anpassung der Wohnfunktionen für mehrere Familienzweige, das Fehlen regelmäßiger Unterhaltung, die für den Einzelnen zu belastend gewesen wäre, das Erdbeben von 1857 und die nachfolgende Rekonstruktion der Anlage. Die Zerstörungen und nicht zuletzt das Erdbeben von 1980 versetzten die Burg in den Zustand, in dem es sich vor der letzten Restaurierung befand. Die Zeichen dieser Veränderungen und Wechselfälle des Lebens stehen bemerkenswerterweise in Kontrast mit den architektonischen Charakteristiken der Burg, wodurch das historische Bild einer Anlage verwischt wird, in der sich Ereignisse von solch sozio-politischer Bedeutung zugetragen haben. Das alte Zugangstor wurde zunächst in Privathäuser integriert; das heutige Eingangstor, das, wie gesagt, beim Erdbeben von 1857 schwere Schäden erlitten hat und auf ziemlich zufällige Weise wieder zusammengesetzt wurde, ersetzt es; anschließend wurde das Tor, dessen Zierelemente erhalten und als Wandornamente im Innenhof wiederverwendet wurden, wurde zum Bau von Wohnhäusern vollkommen zerstört, von denen diejenigen, die außerhalb der Umfassungsmauer auf einem heute noch vorhandenen Damm errichtet wurden, in den 1920er- und 1930er-Jahren abgerissen wurden: „Außerhalb, abzüglich der Gegenanlagen der Häuser (...) (glücklicherweise wurden einige davon rechts von Eingangstor von einem couragierten Bürgermeister faschistisch abgerissen)“, beschreibt es De Ruggeri. Das Erdbeben von 1857 beschädigte den befestigten Komplex schwer und verursachte vor allem den Einsturz des Gewölbes der „Sala del Malconsiglio“ und in der Folge sogar den des Gewölbes im Erdgeschoss: Sie wurden nicht wiederhergestellt. Auf der Westseite des Innenhofes befindet sich eine neue Galerie, die die beiden vorher schon existierenden verbindet. Auf der linken Seite des heutigen Eingangstores wurde in den ersten Jahren des Jahrhunderts ein neuer Baukörper errichtet, der diesen Winkel weiter entstellt und in auffälliger Weise mit dem Erscheinungsbild einer Festung alter Machart kontrastiert.

## Das Castello del Malconsiglio von der Burg zur Residenz
Die Burgenarchitektur der Basilikata ist reich an bemerkenswerten Anlagen, die größtenteils wenig bekannt und untersucht sind. Diese Anlagen tragen in den meisten Fällen die Zeichen wesentlicher Umbauten: Die ursprünglichen, kleinen Burgen aus normannischer Zeit, die wenigen staufischen Gebäude, die Burgen des Hauses Anjou und des Hauses Aragón sind vor allen Dingen vom 16. und 17. Jahrhundert an fast alle in Adelsresidenzen für die großen Familien umgewandelt worden. Die Existenz von Festungsanlagen auf dem Gebiet der Region findet sich in Dokumenten ab dem 9. und 10. Jahrhundert und in normannischer Zeit ab der Mitte des 11. Jahrhunderts. Oft ist dem Toponym des Ortes die Spezifikation „Castellum“ oder „Castrum“ vorangestellt, was die befestigte Natur des Ortes zeigt und schon in der Umgebung von Miglionico tragen viele Zentren diese Bezeichnungen. Am Ende des 10. Jahrhunderts waren dies die Gemeinden Tricarico und Tolve, die in ein Händel mit einer Bande von Sarazenen verwickelt wurden, die sich im „Castrum“ von Pietrapertosa niedergelassen hatten; im Jahre 889 wird ein Gelände in der Nähe von Bradano, das dem langobardischen Kloster San Vincenzo al Volturno gehörte, als benachbart dem „Castellum Montis Caveosi“ angezeigt und das gesamte 14. Jahrhundert über weist das „Castrum Jugurij“ auf das Gelände eines alten, befestigten Dorfes auf dem Territorium von Pomarico hin. Von der Mitte des 11. Jahrhunderts an weisen die beiden Ausdrücke mit sehr viel größerer Genauigkeit ausnahmslos auf befestigte Kerne hin, während für die Siedlungszentren der Begriff „Civitas“ vorherrschend wurde und die kleineren Kerne auf dem Territorium, die mit großen Zentren zusammen das Rückgrat des Siedlungssystems bildeten, das sich ab dem Ende des 10. Jahrhunderts entwickelte und konsolidierte, „Casali“ genannt wurden. Der Bau der wichtigsten normannischen Burgen auf lukanischem Gebiet, das Castello di Melfi, ein politisches Zentrum der neuen staatlichen Einheit, der ursprüngliche Kern des Castello di Lagopesole, stammt aus der ersten Hälfte des 11. Jahrhunderts, aber die Spuren eines diffusen Vorhandenseins von Burgenstrukturen, die leider durch nachfolgende Umbauten fast verschwunden sind, kommen in allen Gebieten wichtiger Familien vor. In Tricarico wurden der große Turm und die angrenzende Burg später in ein Franziskanerkloster umgewandelt. Weitere große befestigte Anlagen erhoben sich in Brienza, erweitert und restauriert in der Zeit des Hauses von Anjou und schließlich von den Caracciolos ab dem 16. Jahrhundert. In Moliterno wurde die Burg in der Zeit des Hauses von Anjou erweitert und später zunächst von den Cerafas komplett umgebaut und dann von den Pignatellis im 16. Und 17. Jahrhundert. In Laurenzana steht die normannische Burg auf einer imposanten Klippe und sollte im 15. Jahrhundert von den Del Balzos und den nachfolgenden Lehensherren, den Podericos und den Filangieris, erweitert werden. In Lavello entstand die heutige, imponierende Anlage aus der Zeit des Hauses Aragón auf der Basis eines schon existierenden, normannischen Gebäudes, wogegen in Montescaglioso die Burg, die in den ersten Jahrzehnten des 12. Jahrhunderts erbaut wurde, von der Familie ‚‘Cattaneo‘‘ im 17. Jahrhundert umgebaut wurde. In der Basilikata bilden die aufgegebene, mittelalterlichen Zentren, in denen durchgehende Spuren originaler Befestigungsanlagen erhalten sind, einen besonderen Aspekt der Burgenarchitektur. Einer der imposantesten Komplexe der gesamten Region ist der von Uggiano in Ferrandina.
Zwischen dem Ende des 13. und dem Beginn des 14. Jahrhunderts wurden vermehrt Eingriffe in bestehende Bauten getätigt und vor allem wurden neue Auftraggeber, verbunden mit der Bestätigung durch die großen Lehensfamilien aktiviert, die in jedem Dorf der Basilikata eigene Residenzen errichteten oder schon existierende Burgen erweiterten, wobei sie oft auch in die Befestigungsmauern der Siedlungen eingriffen, sie vergrößerten und erweiterten. Diese Bedingungen setzten sich durch und entwickelten sich vor allem in der ersten Hälfte des 14. Jahrhunderts und im darauf folgenden Jahrhundert, als das kleine Lehenswesen des Hauses Anjou der letzten Jahrzehnte des 13. Jahrhunderts durch die großen Familien, die mit erst dem Haus Anjou und dann mit der Monarchie des Hauses Aragón verbunden waren, ersetzt wurde. Die Sanseverinos ließen befestigte Burgen und Paläste in Tricarico, Miglionico und Marsico erbauen, die Del Balzos ließen das Castello di Venosa bauen und die Burg in Montescaglioso restaurieren, die Familie Tramontano ließ das Castello Tramontano in Matera schaffen und die De Bernardos die Festung von Bernalda. Sind die Siedlungssysteme der normannischen Anlagen im Sinne einer Unterstützung mit Höhenunterschieden und einer offensichtlichen Inhomogenität der Anlagen, die sich an die Hänge und die Rauheit des Geländes anpassen, eng mit dem Ort verbunden, so beziehen sich die wenigen Gebäude aus frederizianischer Zeit auf den Standort, um ihn an ein strenges, geometrisches System anzupassen. Das Vorbild der Gebäude des Kaisers für die nachfolgenden Bauherren ist bemerkenswert und lässt sich im Parallelogramm und den viereckigen Anlagen einiger lukanischer Komplexe nachvollziehen, unter denen die Burg von Miglionico hervorzuheben ist.
Die große Anlage ist auf dem Gipfel eines Hügels über dem historischen Zentrum errichtet, von dem es vermutlich durch die natürliche Neigung des Abhangs getrennt war, die eindeutig mit Hinterfüllung und dem Bau eines Damms verändert wurde, um die Verbindung zwischen Siedlung und Burg zu ermöglichen. Der ursprüngliche Kern besteht aus drei Gebäudeflügeln, die in einem perfekten Quadrat angeordnet wurden, dessen vierte Seite, zur Siedlung hin, nicht mit Gebäuden belegt wurde, sondern sicherlich eine Mauer mit dem Eingangstor enthielt. Die Anlage hat Rundtürme an den Ecken, die sich mit einigen Türmen mit quadratischem Grundriss abwechseln, während die Dreiecksform einer auf der nicht bebauten Seite angebrachten Einfriedung, an die sich innen und außen später folgende Erweiterungen anschlossen, darunter die Kirche, die im vergangenen Jahrhundert vollständig verändert wurde, durch die Beziehung zur Form des Geländes bestimmt wird. Im Erdgeschoss ist die Anlage durch eine Reihe abgestufter Räume mit Kreuzgewölbedecken gekennzeichnet, wogegen sich im Obergeschoss diese Anordnung wiederholt, allerdings mit Tonnengewölbedecken mit Parabelbögen im Südteil und mit gerippten Kreuzgewölbedecken im Nordwestflügel. Das Vorhandensein der eleganten und schlanken Rippen im Wohnbereich des Burgherrn zusammen mit einem spätgotischen Fenster in einem Verbindungsraum, die kleinen Einzelfenster der Kapelle unter der Loggia aus dem 17. Jahrhundert und die beiden Spitzbogenportale, eines zum Eintritt in das Obergeschoss und eines, um ins Erdgeschoss zu gelangen, bestätigen die Datierung des originalen Kerns der Anlage auf die ersten Jahrzehnte des 14. Jahrhunderts. Die äußere Hülle aus örtlich vorkommendem Stein hebt in vielen Teilen spätere Eingriffe hervor, möglicherweise in Folge von Einstürzen oder im Rahmen von Erhaltungsarbeiten, die sich an einigen Stellen als eigentliche Aufstockungen darstellen, die Auswirkungen auf die Neigungen der Dächer hatten, die verändert wurden: Die Hypothese einer Erweiterung im Sinne einer Aufstockung der gesamten Anlage erfordert natürlich eine eingehende Prüfung direkt an den betreffenden Gebäuden.
Der Eingangsbereich wurde auch in jüngerer Zeit wesentlichen Veränderungen unterzogen, mit Einstürzen und Abrissen, die gleich nach dem Verkauf der Immobilie durch die Gemeinde durchgeführt wurden, die durch die Gesetze zur Abschaffung der Feudalherrschaft in den Besitz der Anlage gelangt war. In diesem Bereich gibt es einige unregelmäßige Elemente auf dem Gebäude neben dem Eingang, eine Konstruktion aus dem späten 19. Jahrhundert, die in den Resten des Mauerwerks der Umfassungsmauer und in der Archivolte im Tuffstein des Eingangs errichtet wurde. Eine spätromanisch Figur, die einen Löwen darstellt, stammt vielleicht vom ursprünglichen Eingangsportal oder von irgendeinem anderen Gebäude, wie bereits die Konsolen aus dem 14. Jahrhundert, die analog zu einigen Konsolen im Schiff der Marienkirche sind, die die Lage des heutigen Burgportals definieren, wogegen das Wappen des Sanseverinos von Bisignano, das seitlich am heutigen Eingangsportal angebracht ist, früher sicherlich am ursprünglichen Eingangsportal angebracht war. Auf der Südseite wurde später ein weiterer Bau errichtet, in dem sich ein weiter Saal befand, der heute in zwei Räume aufgeteilt ist, was auch die Umwandlung des unmittelbar davorliegenden Baukörpers in eine große Loggia besiegelte. Die Charakteristiken des Bauwerks, auch wenn sie durch für Verteidigungsanlagen typische Strukturen definiert sind, sind die eines großen Komplexes, dessen Funktion jedoch vor allen Dingen die eines Wohnsitzes einer großen Adelsfamilie ist, ein Element, das mit dem Übergang des Lehens von Miglionico von den Sanseverinos an die Familie Revertera, die es 1624 erwarb, den definitiven Umbau der Burg in eine Adelsresidenz besiegelte. Aus den Jahrzehnten nach dem Kauf stammt das neue Aufteilungskonzept des Komplexes, das zunächst entlang einer tiefen Loggia an der Nordwand des Innenhofes organisiert wurde, die später durch eine Reihe von Tuffbögen bereichert wurde, und erstreckte sich in der Folge auf die anderen Seiten, von denen die nach Süden ausgerichtete durch eine Vorhalle mit Kreuzgewölbedecke gekennzeichnet ist.